# White House Press Corps
Das White House Press Corps ist eine Gruppe von Journalisten oder Korrespondenten, die aus dem Weißen Haus berichten. Sie leisten Berichterstattung über den US-Präsidenten, die Geschehnisse im Weißen Haus und die dort abgehaltenen Pressekonferenzen.
Obamas Pressesprecher des Weißen Hauses hielt üblicherweise wochentäglich eine Pressekonferenz. Diese fand im James S. Brady Press Briefing Room statt und hatte Sitzplätze für 49 Personen. Jedem Platz war ein Nachrichtenmedium zugeteilt, das jeweils von einem Reporter repräsentiert wurde. Die Zuordnung regelte die White House Correspondents’ Association, die unabhängig vom Pressesprecher und seinen Mitarbeitern agiert.
Sean Spicer, Pressesprecher der Regierung Trump, konfrontierte die Journalisten bei der ersten Pressekonferenz mit neuen Regeln. Traditionell gingen bis dato die ersten Fragen an die Nachrichtenagentur Associated Press und die großen Fernsehsender; Spicer jedoch gab erst die sechste Frage an AP; die Fragen davor gingen an die New York Post, das Christian Broadcasting Network, den spanischsprachigen Sender Univision, den konservativen Sender Fox und an American Urban Radio Networks.
Seit Februar 2017 können Journalisten mit Hilfe von Skype-Videokonferenzen auch außerhalb des Press Briefing Room Fragen stellen. Spicer teilte mit, dieser Schritt solle noch mehr unterschiedlichen Medien den Zugang zum Weißen Haus öffnen und gleichzeitig Medien entgegenkommen, die keine Ressourcen für Korrespondenten aufbringen können.